# Чечелівка (Дніпро)

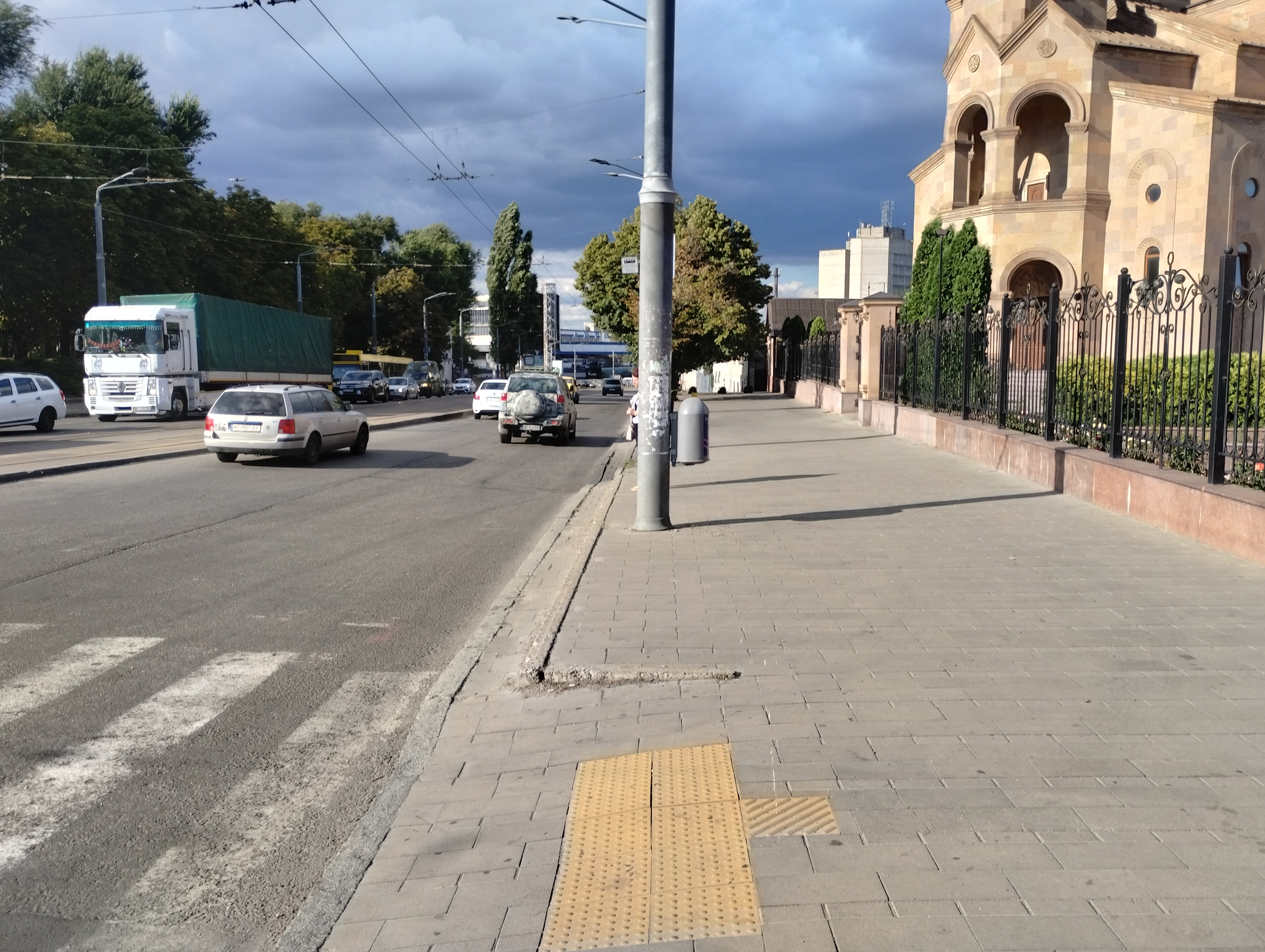
Чечелівка. Вулиця Львівська на розі з проспектом Сергія Нігояна. Вірменська церква

Чечелівка — історична назва житлового масиву на південному заході правобережної частини міста Дніпра у Чечелівському районі, одне зі старих робітничих селищ міста.

## Опис

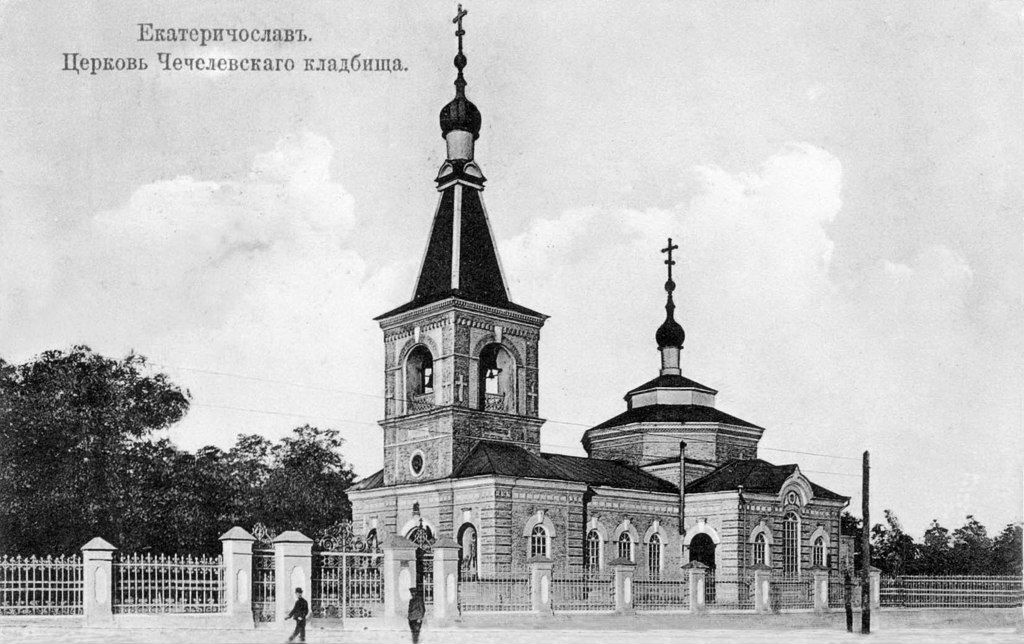
Колишня Чечелівська церква

Межами району є: північна — парний (північний) бік проспекту Сергія Нігояна від вулиці Львівської до Палацу Праці, східна — Аптекарська балка від Дніпровського агрегатного заводу до естакади між проспектами С. Нігояна та Лесі Українки, південна — вулиця Леоніда Жебуньова, західна — непарний бік вулиці Кошової. Межує з півночі з селищем залізничників станції Дніпро-Головний та Дніпровським вагонним депо (ЛВЧД-1), зі сходу з житловими масивами Фабрика та вулиці Робітничої, з півдня з Шляхівкою, з заходу з Брянською колонією та житловим масивом проспекту Івана Мазепи.
На Чечелівці переважає радіальна забудова вулиць з одноповерховими та двоповерховими будинками кінця XІX — початку ХХ століть, проте зустрічаються також двоповерхові та триповерхові будинки 1930—1950-х років, а в районі вулиці Гомельської — декілька дев'ятиповерхових будинків 1970—1980-х років.
Вулиці району — проспект Сергія Нігояна від вулиці Львівської до Палацу Праці, Романа Шухевича (колишня — Бабушкіна), Олександра Чернікова (колишня — Червоночечелівська), Героїв УПА (колишня — Камчатська), Олександра Оксанченка (колишня — Нестерова), Чечелівська (колишня — Алтайська), Словацька (колишня — Гомельська), Леоніда Жебуньова (колишня — братів Міллерів).
Перпендикулярні вулиці — Кошова (колишня —Орловська) від проспекту Івана Мазепи до рогу з вулицею Леоніда Жебуньова, Аудиторна (колишня — Виборзька) від проспекту С. Нігояна до перехрестя з вулицею Леоніда Жебуньова; Альпійський провулок, Могилівська, Щепкіна, Павла Полуботка (колишня — Меренкова),  Валентина Ларіонова, Львівська (колишня —Леваневського), Грецька, Жоржинський провулок.

## Будівлі

### Проспект Сергія Нігояна
- № 2 — храм Святого благовірного Великого князя Олександра Невського УПЦ-МП;
- парк Пам'яті та Примирення з Братською могилою радянських воїнів, що загинули у Другій світовій війні;

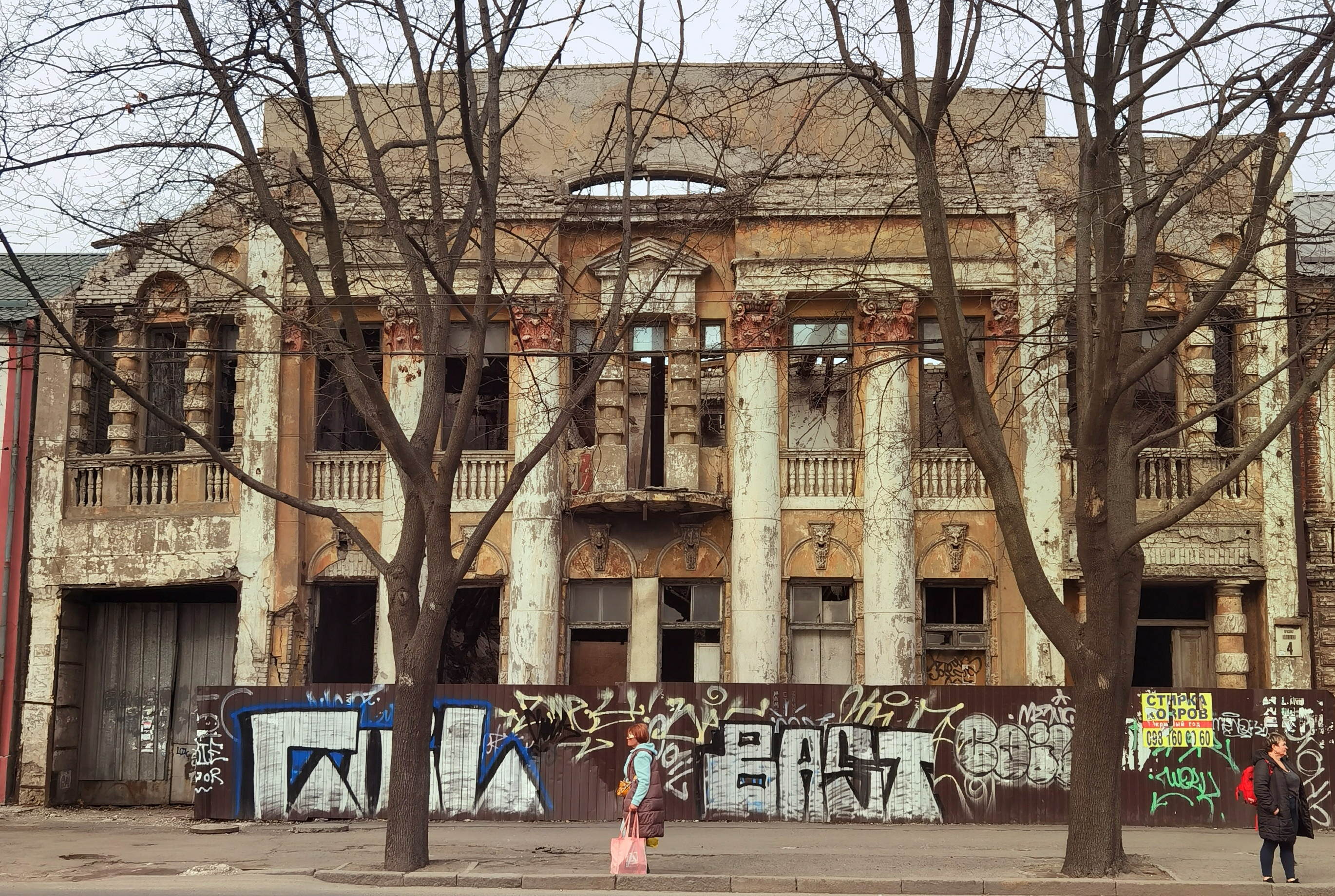
Аптека Прітцкера (сучасний стан)

- Аптека Прітцкера (сучасний стан)№ 4 — Катеринославська аптека Пріцкера, 1916 рік (напівзруйнований);
- № 27в — відділ освіти Чечелівської районної ради;
- № 33А — Катеринославський Будинок наукового товариства ім. А. Л. Караваєва. Колишній Будинок наукового товариства ім. А. Л. Караваєва у 2015 році;
- № 41 — Дніпровська філія Українського державного центру радіочастот;
- Меморіальна бронеплатформа 1932 року, на згадку про бронепоїзд побудований робітниками Брянського заводу в роки громадянської війни;
- № 42а — музей пасажирського вагонного депо;
- № 42б — Дніпровське вагонне депо (ЛВЧД-1);
- № 47 — Палац Праці (раніше Палац Ілліча), — пам'ятка архітектури радянського конструктивізму, що руйнується;
- № 31 — виконком Чечелівської районної ради.

### Вулиця Кошова (до 2022 року Орловська)
- № 1 — Б --- Дніпровський правобережний ЦНАП (раніше головний корпус Дніпровського гуманітарного університету).

### Вулиця Щєпкіна
- № 10 — Бібліотека-філіал № 2 Дніпропетровської ЦСПБ для дорослих.
- № 51--- адміністративний корпус Дніпровського агрегатного заводу.

## Транспорт
Через Чечелівку проходять:
- трамвайні маршрути № № 5; 14 по вулицях Романа Шухевича та Львівській (№ 14 — від зупинок «Палац Праці» до «Проспект Сергія Нігояна»; № 5 — від зупинок «Палац Праці» до «Вулиця Робітнича»);
- трамвайний маршрут № 15 по вулицям Львівська та Словацька (від зупинок «Вулиця  Аудиторна» до «Проспект Сергія Нігояна»)[2];
- тролейбусний маршрут № 4 по проспекту Сергія Нігояна (від зупинок «Депо № 2» до «Вулиця Львівська»)[3];
- на межі з Брянською колонією біля Палацу Праці розташована станція метро Метробудівників[1].

## Історія

### Заснування
Перспектива забудови території на якій виникла Чечелівка як району з широкою вулицею (проспектом) та площею відзначалась на планах Катеринослава від 20 березня 1806 року та 19 квітня 1817 року. Однак, упродовж цілих десятиліть цей район лишався незаселеним і слугував випасною та орною землею для міста. Єдиним міським об'єктом на цьому місці, щоправда, неврахованим на планах, був Фабричний цвинтар.

За легендою свою назву житловий масив веде від прізвища першопоселенця відставного солдата Чечеля.
«В степу за Фабричним кладовищем на галявині невеличкого гайка оселився відставний солдат Чечель. Викопав собі землянку на схилі похилого пагорба, потім спорудив хатиночку завів садок, город. Було це, напевно, в 50-60-х роках ХІХ ст. Хто знає… Про Чечеля відомо дуже мало.»
Віталій Калмиков у книжці «Сага про старого боксера» виводить назву селища від промисловця Чечелова, що був одним із засновників Брянського заводу, на якому працювала переважна більшість мешканців селища. Однак, топонім з'явився на кілька років раніше запуску заводу, після побудови мосту через Дніпро та залізниці (1884 рік).
Перші поселенці стали оселятись тут на західному схилі Аптекарської балки у 1870 — ті роки. Так виникла слобідка «Аптекарська балка». На порожній рівнині між Фабричним кладовищем та Аптекарською балкою оселились робітники з «прийшлого люду», що викопували землянки, лаштували курені та мазанки.
На плані міста складеному в 1885 році інженером Пупиришкіним вказана «Чечелівська слобідка» — зародок майбутньої Чечелівки — два десятки хатинок розташованих на захід від Аптекарської балки. Вона також була самовільно побудованою і складалась з 10 кварталів, 5 безіменних вулиць та 2 провулків. Південна частина району мала назву «Солдатська слобідка», оскільки там селились нижні чини військового відомства, що розташовувалось за Аптекарською балкою. Під такою назвою цей куток показаний на плані 1885 року, на пізніших мапах міста цієї назви вже немає.

### Чечелівка у 1887—1900 роках
Із введенням дію Брянського Олександрівського заводу міські власті вирішили упорядкувати слобідку. Чечелівку було переплановано і розбито на правильні квартали та вулиці, було легалізовано земельні ділянки.

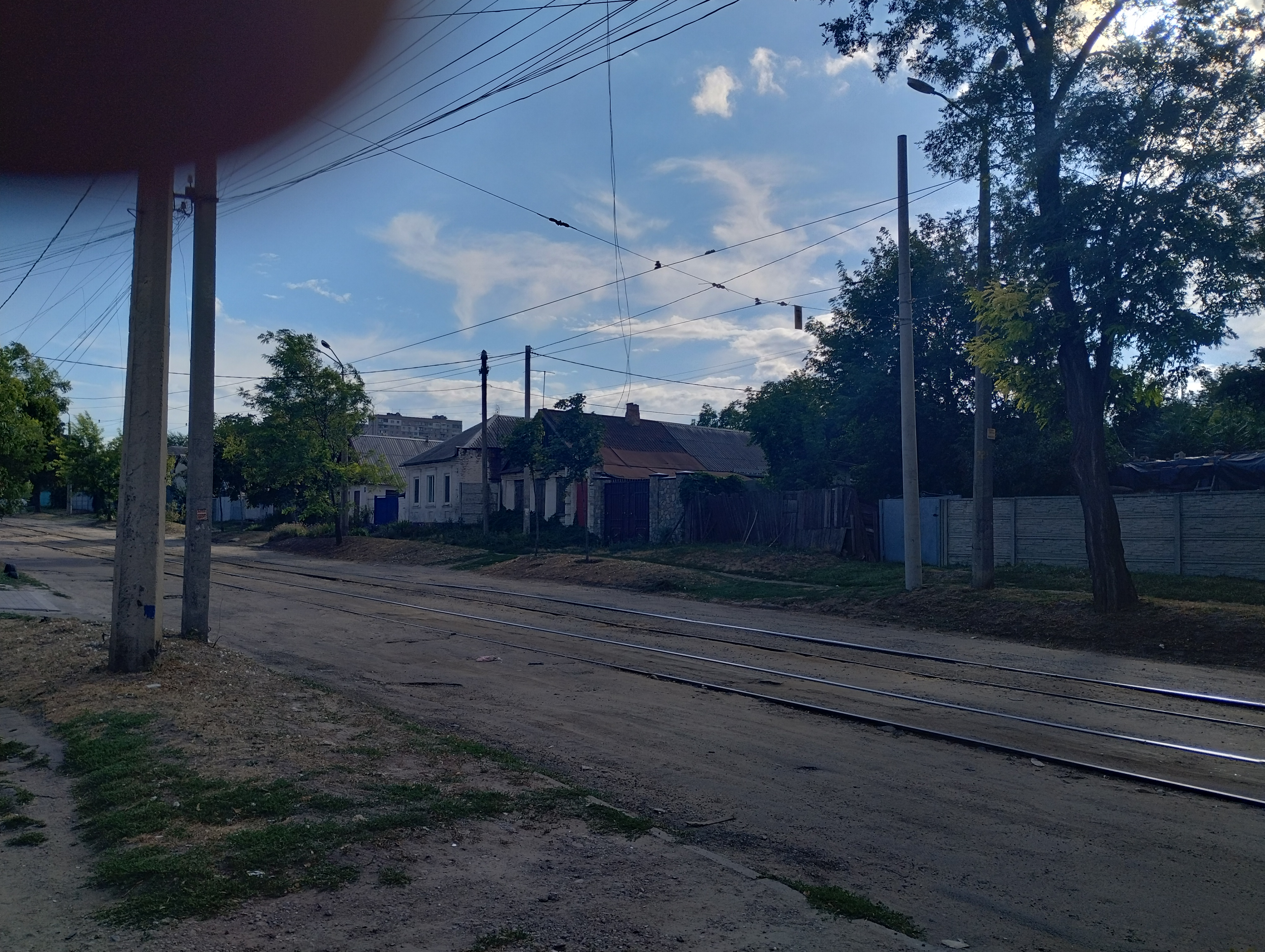
Будинки кінця ХІХ - початку ХХ століть на вулиці Львівській (колишня Гасова)

Зокрема тоді сформувалась перша лінія будинків, що була продовженням Військової вулиці в напрямку Брянської колонії. Так утворилась вулиця Чечелівка — Перша, що у радянський час отримала назву проспект Калініна, а у 2015 році була названа на честь Сергія Нігояна.
Протягом 1890 — х років виникають вулиці Чечелівка — Друга (нині Романа Шухевича), Чечелівка — Третя (нині Олександра Чернікова), Чечелівка — Четверта (нині Героїв УПА), Чечелівка —П'ята (нині Олександра Оксенченка), Чечелівка—Шоста (нині Чечелівська) та Чечелівка— Сьома (нині Словацька). Перпендикулярно ним формуються вулиці Гасова (нині Львівська) Бойка (нині Аудиторна) та Скрізна (нині Щепкіна). У1897 році на плані міста вказано сім вулиць та вісім кварталів Чечелівки.

Між Брянською колонією та селищем залишився шмат незабудованої землі, що отримав назву Брянська площа. В центрі площі було насаджено сквер названий «Брянською Тверезістю», оскільки ним опікувалось місцеве Товариство Тверезості. На південно — західному розі площі катеринославський купець Міна Копилов збудував нічліжку барачно — казармового типу для заводських чорноробів. Переважну більшість казарм складали вихідці з Білорусі, котрих називали «могилівці», що працювали на вивантаженні руди, вугля та флюсів. 
«Важко уявити собі щось жахливіше від цього злидарського побуту. Бруд, важке повітря не давали життя.» 
Барак Копилова проіснував недовго і навесні 1893 року вигорів повністю, але його господар не зазнав великих збитків, оскільки попередньо застрахував його на солідну суму. Після пожежі на тому місці майже двадцять років залишався пустир, що виходив у степ.
Згодом у селищі були зведені двоповерхові кам 'яні будинки, чиї домовласники здавали кути та кімнати робітникам та родинам, зокрема на Чечелівці — Другій. Ці будинки називали «Доходними».
Водночас на Чечелівці — Першій на перших поверхах відкрились мануфактурні та продовольчі магазини.

Решта робітничого селища нічим не відрізнялась від тогочасних сіл:
« В центрі Катеринослава вже наприкінці 90 — х років були відносно терпимі, хоча й булижні, бруківки, з'явилося електричне освітлення. А тут, на Чечелівці, як у глухому селі, навіть не в кожному домі була навіть гасова лампа, палили дідові „каганці“ . Та й вигляд, Чечелівок був ближче до сільського, ніж до міського, — кривобокі хати з маленькими підсліпуватими віконцями, у вузьких двориках — городи, під вікнами — маленькі квітники.» 
Попри те що у 1890 році виникла заводська лікарня (на Брянській колонії) мешканці Чечелівки лікувались у знахарів.
"Вода з колодязів. Тільки недобра вона. Хворіли люди. Захворіє хтось ---- ішли до знахарки, бабці — шептухи. Були такі на Чечелівці. Звичайно куди їм до «дохтора» Прохора, що жив у Нових Кайдаках та мав власну бійню i «лікував» від «лихоманки». 
Загалом життя у робітничому селищі було доволі важким: злидні, регулярні епідемії інфекційних хвороб (наприклад, дизентерії), пияцтво були буденним явищем.
«Кулачні бої щонеділі, п 'яні крики біля шинків — таким був похмурий побут старої Чечелівки.»
На Чечелівці — Другій у будинку № 70 у 1890 — х роках відкрилася крамничка «Товариства Споживачів Брянського заводу», де торгували як продуктами харчування так i галантереєю. Відпуск товарів за завищеними цінами, продаж простроченої продукції викликали незадоволення населення i тому під час заворушень на Брянському заводі навесні 1898 р. крамничку було розграбовано i спалено. На місці двоповерхової будівлі було збудоване одноповерхове.

### Заворушення i страйки на Чечелівці
Важке життя робітничого населення виливалося у заколоти та захоплення марксистською ідеологією.
У травні 1898 р. на Брянському заводі сталися великі заворушення. Причиною заколоту стало вбивство черкесом із заводської охорони молодого робітника Микити Кутіліна, який намагався узяти на дрова відпалу від паркану дошку.
Роззлючений натовп робітників розгромив сторожові будки охорони, підпалив Заводську контору та крамничку Товариства Споживачів Брянського заводу. На Брянській площі сталися сутички між робітниками, військами та поліцією.
Царські власті заарештували 1500 осіб, з них 500 вислали за межі Катеринославської губернії.
Протягом кінця ХІХ — початку ХХ століття в Катеринославi виникає комітет Російської соціал — демократичної робітничої партії, осередки якого формуються на Чечелівці, в Нижньодніпровську та Катерининській залізниці. У1899 р., під час страйку робітників залізничних майстерень, Катеринославський комітет РСДРП розповсюдив прокламації до страйкуючих із закликом наполягати на своїх вимогах.
У серпні 1903 року, під час загального страйку, на Брянській площі відбувся бій, в ході якого загинули та були поранені 29 осіб.

### Чечелівка у російській революції 1905—1907 років
Після кривавої неділі у Санкт — Петербузі 3 січня 1905 року всі промислові райони Російської імперії охопили страйки та демонстрації. 15 березня 1905 р. створено катеринославський комітет Російської соціал — демократичної партії (більшовиків). 1 травня 1905 р. в Катеринославi відбулась багатотисячна демонстрація у якій взяли участь робітники та службовці підприємств та довколишніх робітничих селищ.
У червні 1905 року з міста Білосток прибули 2 анархістських агітатори, які почали агітацію серед населення Чечелівки, Амуру та Нижньодніпровська. Відбувалися нічні збори у яких беруть участь 200 осіб, на них читали анархо — комуністичні реферати. Виникла «Група катеринославських робітників анархістів — комуністів».
Влітку 1905 року катеринославські більшовики стали створювати озброєні загони робітничої самооборони, що давали рішучу відсіч чорносотенцям, які намагалися влаштувати погроми в робітничих кварталах міста. На Чечелівці в організації таких дружин брав активну участь кранівник Брянського заводу Іван Меренков.
19 червня 1905 року на пустирі комітет РСДРП скликав збори, де було вирішено розпочати страйк в підтримку повстання на броненосці «Потьомкін». З 3 по 11 липня 1905 р. (старий стиль 20 — 28 червня) проходив страйк у якому брали участь 10 тисяч осіб.
4 липня 1905 року натовп робітників намагався проникнути в район вокзалу з Брянської площі на мітинг в підтримку повсталих на броненосці «Потьомкін, але був зупинений поліцією та козаками. Згодом мітингарі були розігнані козаками, що висадилися біля станції Горяїнове.
10 — 11 жовтня 1905 року у Катеринославі розпочався загальний політичний страйк залізничників, а також робітників фабрик та заводів міста.
11 жовтня у центрі міста сталися сутички між учасниками демонстрацій та донськими козаками. Це був справжній бій з застосуванням бомб та фугасів. В ході них загинуло 7 осіб і 18 було поранено (з яких 4 невдовзі померли).
Серед загиблих був анархіст 17 — річний робітник Іларіон Корякін. На похороні його та інших жертв сутичок тисячі людей несли червоні прапори та чорні знамена анархістів.
Після сутичок страйкарі стали зводити барикади довкола Чечелівки. Найбільша з них розташувалась на межі Чечелівки — Першої та Брянської площі. Друга барикада була споруджена на розі вулиць Гасової та Чечелівки — Першої з боку проспекту Пушкіна. Ще одна барикада розташувалась в глибині Чечелівки — Першої, а інші три — на сусідніх вулицях.
На розі Гасової та Чечелівки — Першої відбулись сутички між дружинниками та козаками, що намагались атакувати барикаду з боку проспекту Пушкіна. Дружинники відбили напад за допомогою вогнепальної зброї. Згодом барикади були атаковані двома групами солдатів, що вийшли з боку вулиці Трамвайної та проспекту Пушкіна. Під тиском переважаючих сил дружинники були змушені відступати до недобудованої будівлі „Наукового товариства“, звідки вони стали кидати бомби в нападників.
З початком Московського повстання в Катеринославі починається новий загальний політичний страйк. 7 грудня 1905 р. на Чечелівці — Першій відбувається засідання об'єднаного комітету (куди входили як більшовики так і меншовики) РСДРП, виконкому Ради робітничих депутатів та інших організацій. Було створено Бойовий Страйковий комітет у складі Г. І. Петровського, І. Меренкова, І. Захаренка та інших. З 8 грудня 1905 р. на Чечелівці та інших робітничих селищах, а також у Нових Кайдаках було встановлене революційне робітниче самоврядування відоме як Чечелівська республіка. Близько 18 днів з 10 по 28 грудня 1905 р. Чечелівка залишалась недоступною для царських властей.
Однак, після придушення Московського повстання наприкінці грудня Катеринославська Рада робітничих депутатів ухвалила припинити боротьбу щоб уникнути кровопролиття серед населення Чечелівки.
Після відходу робітничих загонів розпочались поголовні обшуки та арешти. Стали працювати військово — польові суди. До страти було засуджено 47 учасників революційних боїв, у тому числі й залізничники В. Щукін, В. Васільєв, І. Биковський, Л. Максимович — Григоренко та ін. Багатьох відправили в тюрму та на каторгу.
Соціал — демократи, есери та анархо — комуністи перейшли в підпілля, заховавши зброю та бомби.
13 травня 1906 р. було арештовано членів Групи катеринославських робітників анархо — комуністів, що жили в місті. Однак, анархістів Амуру та Чечелівки арешти обминули. Більшість арештованих змогли втекти в ніч на 1 липня 1906 р., за допомогою вартового охоронця, поляка Яна Затори. Решту відправили в заслання.
Наприкінці травня 1906 року в степу за Чечелівкою поновилися масові сходки соціалістів та анархістів.
26 липня 1906 року на Чечелівці сталася сутичка між анархістами та драгунами. 9 драгунів було вбито, 4 поранено. З анархістів було поранено Ф. Зубарова. Роззлючені драгуни об'їхали Чечелівку протягом півтори години, обстрілявши випадково вибрані будинки, на щастя постраждалих при цьому не виявилось. На Чечелівку було введено війська та проведено обшуки.
У 1904 році міські власті вирішили створити муніципальний трамвай. Протягом 1905—1907 років на Брянській площі було зведено трамвайне депо, а звідти по Чечелівці — Першій було прокладено трамвайну лінію „Брянський завод — Управа“.

### Чечелівка у 1907—1917 роках
У 1908 році сквер на Брянській площі передано катеринославському Союзу російських робітників. Відтоді він став називатися „Сокольники“. У 1911 р. в ньому було зведено самодіяльний театр та естраду.
У 1906—1909 роках виникають вулиці Чечелівка — восьма (нині Леоніда Жебуньова) та Чечелівка — дев'ята.
У 1909 р. на Брянській площі біля депо муніципального трамваю відкривається Чечелівський базар. До 1915 року щорічний дохід місту від нього складав 20 тисяч карбованців. Однак на базарі доводилось тримати постійну охорону через постійні напади бандитів з Нових Кайдаків та Діївки. Найбільший наліт відбувся 23 жовтня 1914 року, в ньому брали участь 60 чоловік.
На початку 1910 -х років добудовано будинок Наукового товариства. У його приміщенні читались лекції на різноманітні загальноосвітні теми, а увечері займались робітничі курси.
У 1913 році в зв'язку з 300 — літтям дому Романових вулицю Чечелівка — перша було перейменовано на Миколаївський проспект.
Під час єврейських погромів 1912 та 1913 років на Чечелівці та у Нових Кайдаках було створено загони робітничої самооборони, що не допускали туди погромників. Про наближення чорносотенців сповіщали заводські гудки Брянки .
У 1915 році на Миколаївському проспекті архітектором Олександром Красносельським було зведено будинок Прітцера (в стилі неокласицизм) з аптекою. Нині перебуває в занедбаному стані.
У 1916 р. на південь від Брянської площі було спроектовано міське технічне училище під яке виділено 2 десятини землі. 300 тисяч карбованців було виділено дирекцією Товариства російських трубопрокатних заводів „Шодуар“ з умовою, що будівництво мало розпочатись вже навесні 1917 року, а діти службовців мали отримувати переваги при вступі. Втілити план в життя завадила революція.

Дореволюційні будинки Чечелівки на вул. Львівській.

Дореволюційні будинки Чечелівки
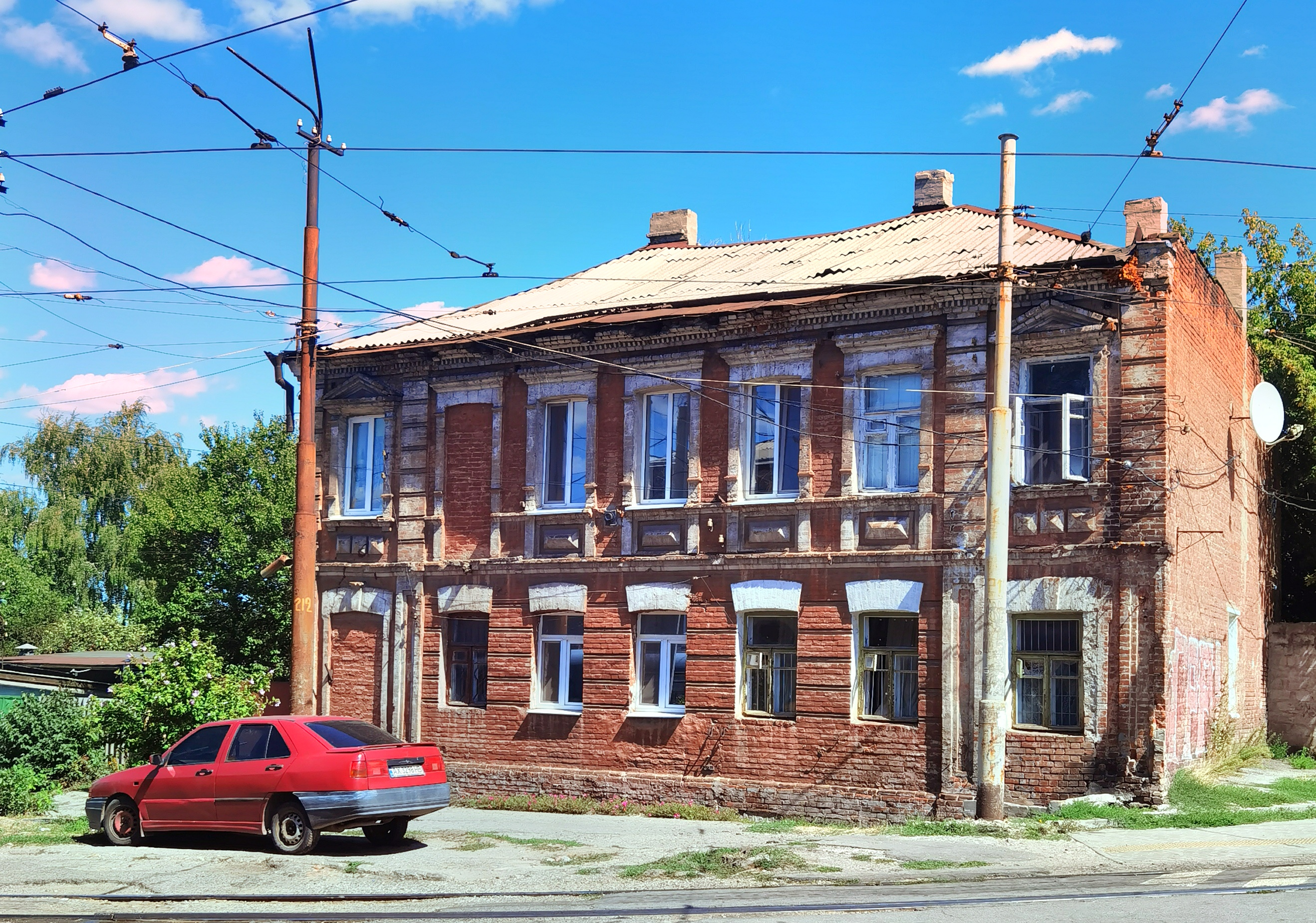
на вул. Львівській
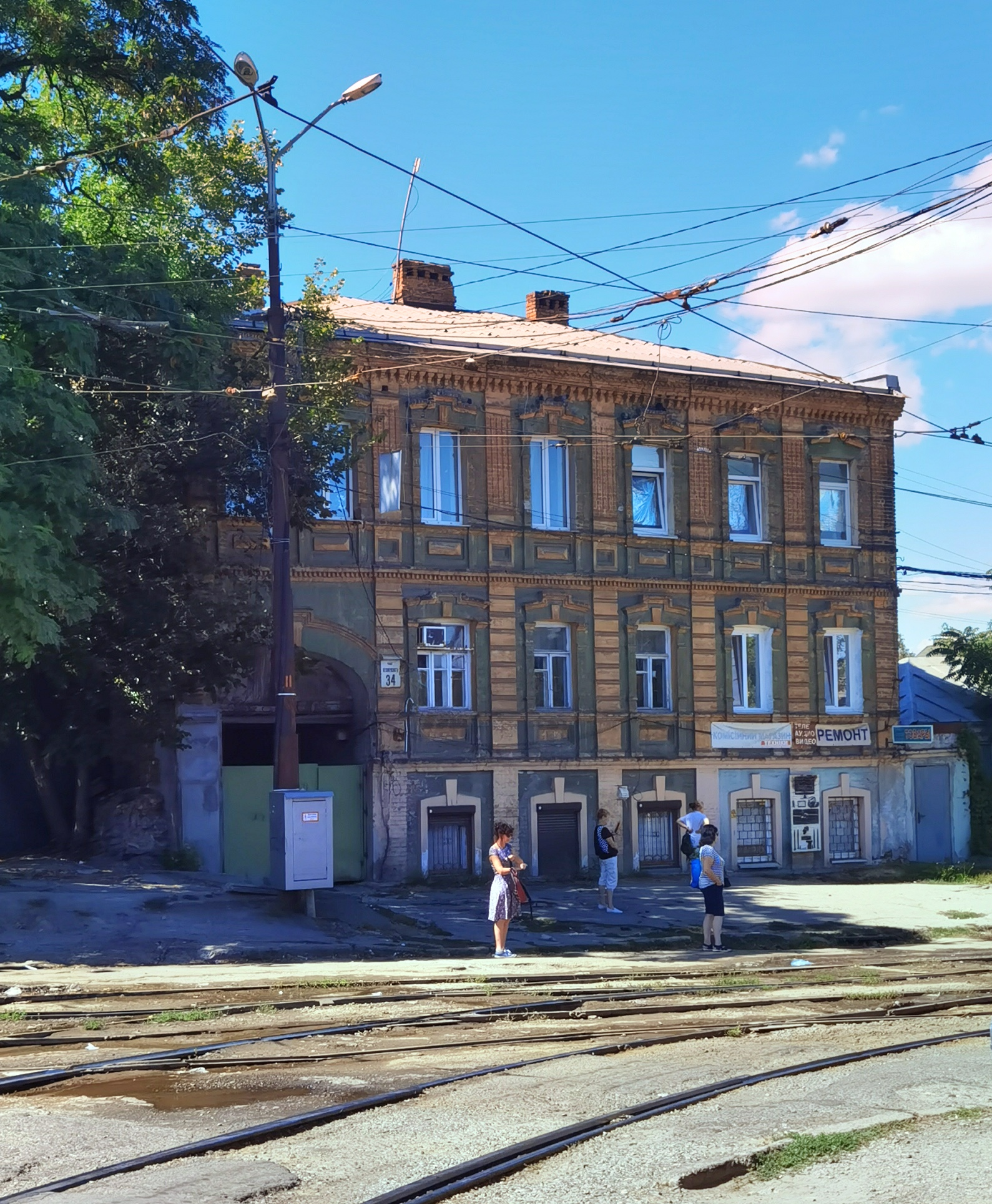
на вул. Львівській

### Чечелівка у революції 1917р. та у радянський час (1917—1991)
Після Лютневої революції на Чечелівці 4 березня 1917 року в приміщенні Наукового товариства формується Катеринославська Рада робітничих та солдатських депутатів. Після скасування монархії Миколаївський проспект перейменовано на Першу Чечелівську вулицю.
Влітку 1917 року в „Сокольниках“ формуються загони червоної гвардії, що підпорядковуються Катеринославській Раді робітничих депутатів. 28 травня сформовано Катеринославський тимчасовий виконавчий комітет, а 4 червня — прийнято статут червоної гвардії. Під час боїв за Катеринослав у січні 1918 року між частинами УНР та військами РРФСР більшовики захопили Чечелівку 7 січня.
У 1920 р. під час боїв з військами Врангеля у „Сокольниках“ перед робітниками виступав Михайло Калінін.
За своїм соціальним та національним походженням більшість населення селища тяжіла до російського більшовизму, але серед них траплялись також і українські патріоти. Так, за спогадами позаштатного інструктора виконкому Червоногвардійської районної ради Зинаїди Іванівни Моренко, в одному з будинків на Леваневського
„ збиралися націоналісти. Ми, комсомльці, намагались відводити від них молодь.“ 
Можливо мова йшла про відділення Катеринославської Просвіти або осередок Української комуністичної партії, що виступала за надання політичного та економічного суверенітету УСРР.
У 1923 році вулицю Першу Чечелівську було перейменовано на проспект Калініна, а Чечелівка — друга — на вулицю Бабушкіна.
- У 1925 році було прокладено трамвайну колію для маршруту № 2 (нині по ній ходять трамваї № 5; та № 14).

Протягом 1920—1950 років змінюється архітектурний вигляд Чечелівки: зносяться бараки та мазанки, а на їх місці зводяться триповерхові та п'ятиповерхові будинки.
У 1928 році на місці Брянської площі починають будувати Палац Ілліча роботи архітектора Олександра Красносельського. Чечелівський базар було перенесено на ріг вулиць Чечелівка — шоста та Орловська. Заклад було відкрито у 1932 р.
У 1932 р. по вулицях Леваневського та Гомельській було прокладено трамвайну колію для маршруту № 8 (нині нею ходить трамвай № 15).

Під час Голодомору 1932—1933 років населення Чечелівки як робітники металургійного заводу отримувало продовольчі картки та пайки у їдальнях, що да підстави деяким нинішнім публіцистам стверджувати, ніби Голодомор не був геноцидом: 
» Голод був, про це говорила моя бабуся, домогосподарка з чотирма дітьми, якій у той час було 32 роки. Мій дід був візником, жили вони на Чечелівці … в Дніпропетровську. Звичайна біднота, ніяких привілеїв. Для неї, людини простих ясних понять та образів, голодомор був зрозумілий як виморювання (знищення) голодом насильницьке та явне. «Ніхто нас голодом не морив, — говорила вона, — жили бідно, голодно, але дружньо, старші діти навчались в школі.» 
Однак вони воліють не згадувати, що на Чечелівці (та інших робітничих селищах) органами НКВС регулярно чинились обшуки помешкань та подвір'їв з метою виявлення хліба, який переховували в своїх родичів селяни Дніпропетровщини.
В роки Голодомору Фабричне кладовище було одним з місць, де ховали трупи підібрані на вулицях Червоночечелівського району. У післявоєнні роки кладовище було зруйноване, а на його місці — розбито парк ім. Калініна (нині парк Пам'яті та Примирення).
У 1957 році трамвайну лінію було перенесено з проспекту Калініна на паралельну вулицю Бабушкіна. Того ж року на проспекті було відкрито тролейбусний маршрут № 4.
Протягом 1970—1980 — х років на вулицях Нестерова та Гомельська зводять дев'ятиповерхові та десятиповерхові будинки.

### Чечелівка у незалежній Україні
У 1995 році на межі масиву було відкрито станцію метро «Метробудівників».
У 2007 році на Орловській 1 — Б було відкрито головний корпус Дніпропетровського гуманітарного університету. Нині за цією адресою Кошова 1 - Б розташований ЦНАП.

## Видатні уродженці та мешканці Чечелівки
- Петро Петрович Ширшов — радянський полярник, дослідник Арктики, Герой Радянського Союзу.
- Григорій Іванович Петровський — український та радянський державний партійний діяч.
- Іван Васильович Бабушкін — більшовицький діяч, один з учнів і соратників В. Леніна.

## Відродження топоніма
26 листопада 2015 року, в рамках виконання закону про декомунізацію розпорядженням виконувача обов 'язків міського голови № 896-р от 26.11.2015 «Про перейменування топонімів м. Дніпропетровська», Червоногвардійський район було перейменовано на Чечелівський.